# Società mineraria carbonifera sarda
La Società mineraria carbonifera sarda (spesso abbreviato in  Carbosarda o nella sigla MCS) fu un'azienda statale attiva nel settore minerario e metallurgico.

## La costituzione
Carbosarda fu costituita dal governo nel 1933 rilevando da imprenditori privati tutte le concessioni minerarie per l'estrazione del carbone in Sardegna, soprattutto quelle della Società anonima miniere di Bacu Abis. In piena autarchia, grazie ai numerosi e notevoli investimenti finanziari effettuati dal governo nel settore carbonifero sardo per conseguire l'autosufficienza energetica, la Carbosarda aprì nuove miniere che si aggiungevano a quelle ereditate dalle concessioni private. Gli anni che precedettero la seconda guerra mondiale furono quelli di massima attività per le miniere di carbone sarde: la produzione toccò nel 1940 il massimo storico di 1.300.000 tonnellate, e gli occupati di Carbosarda passarono dai 400 del 1934 ai 15.000 del 1939.

### Produzione di carbone e manodopera con la gestione A.Ca.I. (1935-1954)
La seguente tabella delle produzioni carbonifere riguarda il periodo di gestione (1935-1954) dell'Azienda monopolistica statale A.Ca.I., (Azienda Carboni Italiani), iniziato nel mese di luglio del 1935 per concludersi nel 1954, anno in cui l'A.Ca.I.cessò l'attività.
| Anno | Produzione in tonnellate | manodopera                                                               |
| ---- | --- | ------------------------------------------------------------------------ |
| 1935 | 75.000 - 77.550- 77.555 (Terras Collu: 4.600; Bacu Abis: 72.955) - 77.564 - 130.506                                                                             | 1.060 operai                                                             |
| 1936 | 160.972 (Terras Collu: 3.554; Bacu Abis: 157.418) - 183.000 - 210.179                                                                                           | 1.340 operai - 1.433 operai                                              |
| 1937 | 306.736 (Terras Collu: 8.615; Bacu Abis: 254.992; Caput Acquas: 9.324; Sirai: 32.391; Cortoghiana: 1.414) - 307.239 - 307.240 - 341.788 - 370.239 - 388.286     | 4.747 operai - 5.822 operai                                              |
| 1938 | 450.000 (Terras Collu: 15.000; Bacu Abis: 200.000; Caput Acquas: 45.000; Sirai: 160.000; Cortoghiana: 30.000) - 465.172 - 465.770 - 465.772 - 542.691 - 637.375 | 6.614 operai - 9.180 operai                                              |
| 1939 | 855.086 - 911.279 - 1.168.650 | 13.447 operai - 14.965 operai                                            |
| 1940 | 1.226.158 - 1.295.779 - 1.345.920 | 12.320 operai - 12.650 operai - 15.801 operai                            |
| 1941 | 1.164.639 - 1.200.900 - 1.200.920 | 10.140 (10.280) operai - 10.280 operai - 11.330 operai (presenti: 8.000) |
| 1942 | 1.135.762 - 1.153.230 | 8.000 operai - 9.908 operai (9.653 operai)                               |
| 1943 | 297.750 - 317.218 | 2.808 operai - 3.910 (1.408) operai - 4.305 operai                       |
| 1944 | 375.814 - 418.809 | 4.029 (5.864) operai - 4.500 operai - 6.800 operai                       |
| 1945 | 677.995 | 11.000 operai                                                            |
| 1946 | 1.021.271 | 15.500 operai - 15.521 operai                                            |
| 1947 | 1.186.283 - 1.199.283 | 17.200 operai                                                            |
| 1948 | 861.713 - 864.713 | 14.437 - 14.500 operai                                                   |
| 1949 | 1.014.144 - 1.024.000 | 12.000 operai - 12.176 operai                                            |
| 1950 | 950.609 | 10.900 operai                                                            |
| 1951 | 1.071.358 | 10.300 operai                                                            |
| 1952 | 997.000 - 997.001 - 1.048.680 | 9.934 operai                                                             |
| 1953 | 1.057.180 | 8.749 operai                                                             |
| 1954 | 1.010.000 - 1.010.033 | 7.629 operai                                                             |

## Il dopoguerra
Ma già negli anni '50, con il ritorno ad un mercato aperto, il carbone del Sulcis subiva la concorrenza del più economico petrolio e lo sfruttamento dei giacimenti si rivelò anti-economico. La produzione iniziò a ridursi progressivamente rispetto a quelli che erano stati i livelli pre-bellici, e per creare un nuovo sbocco alla produzione delle miniere fu affidata alla Carbosarda la realizzazione di una grande centrale termoelettrica alimentata dal carbone del Sulcis. Nel 1962 però, con la nazionalizzazione dell'industria elettrica, la Carbosarda conferì i suoi impianti (centrale e miniere) all'Enel; i minatori invece furono trasferiti all'ENEL solo nel 1965, dopo una lunga vertenza sindacale per avere diritto al più vantaggioso contratto dell'industria elettrica. La Carbosarda come società passo invece sotto il controllo dell'EFIM, l'Ente partecipazioni e finanziamento industrie manifatturiere.

### Produzione di carbone e manodopera con la gestione Carbosarda (1954-1962)
La gestione Carbosarda, o MCS, iniziò nel 1954 con la cessione dell'attività dell'A.Ca.I. (Azienda Carboni Italiani) e terminò nel 1962 quando le concessioni minerarie furono cedute all'ente elettrico, Enel.
| Anno | Produzione in tonnellate              | manodopera                                  |
| ---- | ------------------------------------- | ------------------------------------------- |
| 1954 | 1.010.033 - 1.010.033                 | 7.629 operai - 9.810 addetti                |
| 1955 | 1.086.697                             | 6.512 operai - 7.512 addetti                |
| 1956 | 1.022.290 - 1.023.060 - 1.023.090     | 5.622 operai - 5.623 operai - 6.843 addetti |
| 1957 | 966.659 - 966.929 - 966.976 - 967.000 | 5.366 operai - 5.979 addetti                |
| 1958 | 679.722 - 679.753 - 680.000 - 680.193 | 3.801 addetti - 4.289 operai                |
| 1959 | 706.934 - 707.000 - 707.477           | 3.261 operai - 3.689 addetti                |
| 1960 | 717.099 - 717.144                     | 3.151 operai - 3.630 addetti                |
| 1961 | 717.572 - 717.597                     | 2.915 operai                                |
| 1962 | 676.005 - 676.267                     | 2.593 operai                                |

## Il periodo EFIM
Carbosarda investì gli indennizzi ricevuti dall'ENEL nella realizzazione del polo integrato dell'alluminio nell'area di Portovesme. Nel 1973 l'EFIM acquisì la SAVA (Società alluminio veneto, stabilimenti di Porto Marghera, Fusina, Nembro e Mori), comparto metallurgico della Montedison, diventando l'unica azienda italiana operante nel settore; la Carbosarda si trasformò in una finanziaria che fungeva da subholding per il settore dell'alluminio. Pur tra chiusure di stabilimenti e periodi di forti perdite che richiesero ulteriori esborsi per lo stato, il comparto alluminio dell'EFIM, riunito sotto la Carbosarda, sopravvisse fino agli anni '90, quando fu smembrato e privatizzato. Carbosarda seguì le sorti della controllante EFIM, messa in liquidazione nel 1992.

### Produzione di carbone e manodopera con la gestione E.N.E.L. (1962-1976)
Il periodo di gestione Enel, che aveva rilevato le concessioni minerarie dalla MCS o Carbosarda nel 1962, era stato caratterizzato dal blocco dell'attività estrattiva, ritenuta anti-economica dall'ente elettrico. Le proteste dei minatori ed il rischio di aggravare la situazione occupazionale del Sulcis scongiurarono la chiusura definitiva delle miniere.
| Anno | Produzione in tonnellate | manodopera   |
| ---- | ------------------------ | ------------ |
| 1962 | 676.005 - 676.267        | 2.593 operai |
| 1963 | 571.425 - 572.040        | 2.066 operai |
| 1964 | 461.985 - 462.162        | 1.658 operai |
| 1965 | 383.444 - 383.870        | 1.071 operai |
| 1966 | 417.802                  | 1.109 operai |
| 1967 | 410.408 - 559.000        | 1.496 operai |
| 1968 | 365.131 - 436.000        | 1.414 operai |
| 1969 | 302.690 - 384.000        | 1.320 operai |
| 1970 | 295.482 - 356.000        | 1.210 operai |
| 1971 | 256.269 - 319.000        | 1.117 operai |
| 1972 | 151.210 - 102.000        | 838 operai   |
| 1973 | 4.827                    | 476 operai   |
| 1974 | 3.681                    | 408 operai   |
| 1975 | 2.055                    | 359 operai   |
| 1976 | 1.340                    | 360 operai   |